# Anne tóc đỏ và Ngôi nhà Mơ Ước
Anne tóc đỏ và Ngôi nhà Mơ Ước (Tên nguyên tác: Anne's House of Dreams) là một cuốn tiểu thuyết của tác giả người Canada Lucy Maud Montgomery, được xuất bản lần đầu tiên vào năm 1917 bởi nhà xuất bản McClelland, Goodchild và Stewart.
Cuốn tiểu thuyết nằm trong series được viết chủ yếu dành cho trẻ em gái và phụ nữ trẻ, kể về một cô gái tên là Anne Shirley. Những cuốn sách viết về cuộc đời của Anne, chủ yếu lấy bối cảnh trên Đảo Hoàng tử Edward của Canada, nơi sinh của Montgomery và là nơi sinh sống trong phần lớn cuộc đời của bà.
Anne's House of Dreams là cuốn thứ năm trong bộ truyện, ghi lại cuộc sống hôn nhân thuở ban đầu của Anne, khi cô và người yêu thời thơ ấu Gilbert Blythe bắt đầu cùng nhau xây dựng cuộc sống.

## Tóm tắt nội dung
Cuốn sách bắt đầu với đám cưới của Anne và Gilbert, diễn ra trong vườn cây ăn trái của Chái Nhà Xanh. Sau đám cưới, họ cùng nhau chuyển đến ngôi nhà đầu tiên mà Anne gọi là "ngôi nhà mơ ước". Gilbert tìm cho họ một ngôi nhà nhỏ trên bờ biển ở Four Winds Point, một khu vực gần làng Glen St. Mary, nơi anh sẽ tiếp quản công việc hành nghề y của chú mình.
Tại Four Winds, Anne và Gilbert gặp gỡ nhiều người thú vị, chẳng hạn như thuyền trưởng Jim, một cựu thủy thủ hiện là người canh giữ ngọn hải đăng, và cô Cornelia Bryant, một phụ nữ ngoài 40 tuổi chưa lập gia đình sống một mình trong ngôi nhà màu xanh ngọc lục bảo. Anne cũng gặp người hàng xóm mới của mình, Leslie Moore, cô mất người anh trai và người cha yêu quý của mình, sau đó bị mẹ ép kết hôn với Dick Moore xấu tính và vô đạo đức ở tuổi 16. Cô cảm thấy tự do trong khoảng một năm sau khi Dick biến mất trong một chuyến đi biển, nhưng Thuyền trưởng Jim tình cờ gặp anh ta ở Cuba và đưa anh ta về nhà, mất trí nhớ, tổn thương não và giờ phụ thuộc vào Leslie như một "đứa trẻ mới lớn". Leslie trở thành bạn của Anne, nhưng đôi khi ghen tị với Anne vì cô quá hạnh phúc và tự do, trong khi Leslie không bao giờ có được những gì Anne có.
Bà Marilla, người nhận nuôi Anne trước đây thỉnh thoảng đến thăm cô và vẫn đóng một vai trò quan trọng trong cuộc đời cô. Marilla có mặt khi Anne sinh đứa con đầu lòng, Joyce, đứa con này chết ngay sau khi sinh (con trai thứ hai của Montgomery cũng vậy). Sau cái chết của đứa bé, Anne và Leslie trở nên thân thiết hơn khi Leslie cảm thấy rằng Anne giờ đây đã hiểu được bi kịch và nỗi đau — như Leslie nói, hạnh phúc của cô ấy, mặc dù vẫn rất tuyệt vời, nhưng không còn hoàn hảo nữa, vì vậy khoảng cách giữa họ đã bớt đi.
Ở phần sau của câu chuyện, Leslie cho một nhà văn tên là Owen Ford thuê một căn phòng trong nhà của cô ấy, cháu trai của người chủ cũ ngôi nhà Anne đang sống. Owen đang muốn viết cuốn Tiểu thuyết vĩ đại về Canada, và đã tìm thấy nguồn cảm hứng mà anh ấy đang tìm kiếm trong cuốn nhật ký trên tàu của Thuyền trưởng Jim và biến nó thành "Cuốn sách về cuộc đời của Thuyền trưởng Jim". Trong khi Owen đang hoàn thành cuốn tiểu thuyết, anh và Leslie nhận ra rằng họ có tình cảm với nhau, nhưng cả hai đều biết rằng họ không thể làm gì được. Owen rời Đảo và Leslie càng đau khổ hơn khi bị mắc kẹt trong cuộc hôn nhân với Dick.
Gilbert kiểm tra Dick Moore và cho rằng rằng nếu Dick trải qua cuộc phẫu thuật hộp sọ, anh ta có thể phục hồi khả năng của mình. Anne và cô Cornelia đều phản đối cuộc phẫu thuật, lo sợ rằng cuộc sống của Leslie sẽ trở nên khó khăn hơn vô cùng nếu Dick trở lại là chính mình, nhưng Gilbert cảm thấy có nghĩa vụ phải cho Leslie biết rằng có một cơ hội cho Dick. Leslie đồng ý và Dick trải qua cuộc phẫu thuật ở Montreal; khi tỉnh dậy, anh ta tiết lộ rằng anh ta thực sự là George, em họ của Dick, người đã cùng Dick đến Cuba và ở bên anh ta khi Dick chết vì bệnh sốt vàng da mười hai năm trước. George rất giống Dick vì cha của họ là anh em và mẹ của họ là chị em gái, và cả hai đều có điểm bất thường về màu mắt (heterochromia) giống nhau mà Thuyền trưởng Jim đã nhận nhầm là "Dick" ở Cuba nhiều năm trước.
Leslie được giải thoát bởi tin tức này, cô trở về nhà và cân nhắc tham gia một khóa học điều dưỡng để tiếp tục cuộc sống của mình. Owen Ford trở lại Đảo để theo đuổi Leslie sau khi cô Cornelia thông báo cho anh ta về những gì đã xảy ra, và họ đính hôn. Trong khi mọi việc đang diễn ra, Anne sinh đứa con thứ hai, một cậu bé khỏe mạnh được đặt tên là James Matthew, theo tên ông Matthew Cuthbert và Thuyền trưởng Jim.
Ở đoạn cuối của tác phẩm, cuốn sách của Owen Ford được xuất bản và Thuyền trưởng Jim chết với nụ cười trên môi sau khi đọc bản thảo của Owen. Cuối cùng, Anne, Gilbert, Jem và bà giúp việc Susan Baker, chuyển đến ngôi nhà mới ở Glen, sau này được đặt tên là Mái nhà Bên Ánh Lửa. Anne rất buồn khi phải rời khỏi Ngôi nhà Mơ ước, nhưng cô biết rằng gia đình đã đông đúc và công việc bác sĩ của Gilbert buộc anh phải sống gần thị trấn hơn.

## Series

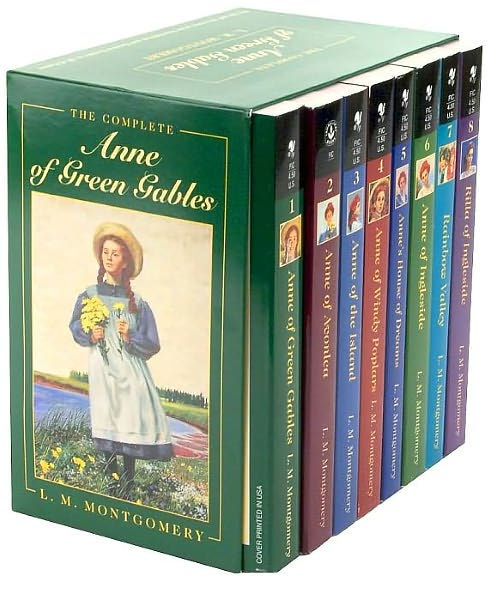
Series 8 cuốn về cuôc đời Anne Shirley

Series tiểu thuyết về Anne Shirley được sắp xếp theo trình tự tuổi của nhân vật
| # | Tên sách                                                    | Năm xuất bản | Tuổi của Anne Shirley |
| 1 | Anne tóc đỏ dưới chái nhà xanh (Anne of Green Gables)       | 1908         | 11 —16                |
| 2 | Anne tóc đỏ làng Avonlea (Anne of Avonlea)                  | 1909         | 16 —18                |
| 3 | Anne tóc đỏ ở đảo Hoàng tử Edward (Anne of the Island)      | 1915         | 18 —22                |
| 4 | Anne tóc đỏ dưới mái nhà Bạch Dương (Anne of Windy Poplars) | 1936         | 22 —25                |
| 5 | Anne tóc đỏ và Ngôi nhà Mơ Ước (Anne's House of Dreams)     | 1917         | 25 —27                |
| 6 | Anne dưới Mái nhà Bên Ánh Lửa (Anne of Ingleside)           | 1939         | 34 —40                |
| 7 | Thung lũng cầu vồng (Rainbow Valley)                        | 1919         | 41                    |
| 8 | Rilla dưới Mái nhà Bên Ánh Lửa (Rilla of Ingleside)         | 1921         | 49 — 53               |

| # | Tên sách                                                          | Năm xuất bản | Tuổi của Anne Shirley |
| — | Biên niên sử làng Avonlea (Chronicles of Avonlea)                 | 1912         | —                     |
| — | Biên niên sử sâu hơn về làng Avolea Further Chronicles of Avonlea | 1920         | —                     |
| — | The Blythes Are Quoted                                            | 2009         | —                     |

## Liên lết ngoài
- Anne's House of Dreams tại Trang Faded (Canada)
- Anne's House of Dreams full text Lưu trữ ngày 28 tháng 4 năm 2021 tại Wayback Machine Ebook miễn phí
- Anne's House of Dreams - sách nói thuộc phạm vi công cộng tại LibriVox
- L.M. Montgomery Online Trước đây là Nhóm nghiên cứu L.M. Montgomery, trang web này bao gồm một blog, danh sách đầy đủ các tài liệu chính và phụ, thông tin chi tiết về lịch sử xuất bản của Montgomery và một bộ phim chuyển thể từ các văn bản của Montgomery. Đặc biệt là  trang về (Anne tóc đỏ và Ngôi nhà Mơ Ước) Anne's House of Dreams.
- The L.M. Montgomery Literary Society Trang web này bao gồm thông tin về các tác phẩm, cuộc đời và nghiên cứu về Montgomery  từ tạp chí định kỳ, The Shining Scroll.